# Александровка (Костанайський район)
Алекса́ндровка (каз. Александров) — село у складі Костанайського району Костанайської області Казахстану. Адміністративний центр Александровського сільського округу.
Населення — 1059 осіб (2021; 1277 у 2009, 1403 у 1999, 1866 у 1989).